# Liră sanmarineză
Liră sanmarineză a fost unitatea monetară oficială a Republicii San Marino.